# Sasha Cohen
För den brittiske komikern, se Sacha Baron Cohen.
Sasha Cohen, egentligen Alexandra Pauline Cohen, född 26 oktober 1984 i Los Angeles, Kalifornien, är en amerikansk konståkare. Hon blev amerikansk mästare i damernas konståkning 2006. Vid Olympiska vinterspelen i Turin erövrade hon silvermedaljen.

## Biografi
Sasha Cohen var gymnast i unga år, men övergick till konståkning vid 7 års ålder. Vid Olympiska vinterspelen 2002 kom hon på fjärde plats. Vid VM i konståkning 2005 tog Cohen silvermedalj. 2005 publicerade hon sin självbiografi Fire on Ice.
Cohen medverkade i ett avsnitt av TV-serien Las Vegas den 5 maj 2006. 